# Мерима Денбоба
Мерима Денбоба — эфиопская бегунья на длинные дистанции, которая специализировалась в беге на 5000 метров. Многократная победительница и призёрка чемпионатов мира по кроссу. 

## Биография
На чемпионате мира среди юниоров 1992 года заняла 5-е место на дистанции 10 000 метров. Заняла 10-е место на чемпионате мира 1997 года. На чемпионате мира 2001 года заняла 13-е место. Двукратная победительница кросса Cross Internacional de Itálica в 2003 и 2004 годах. Победительница кросса Cross Internacional de Soria 2003 года. Серебряный призёр чемпионата Африки 1993 года в беге на 3000 метров. Бронзовый призёр Миланского марафона 2008 года с личным рекордом — 2:29.57.
На олимпийских играх 1996 года не смогла выйти в финал.